# Ooencyrtus risbeci
Ooencyrtus risbeci är en stekelart som beskrevs av Prinsloo 1987. Ooencyrtus risbeci ingår i släktet Ooencyrtus och familjen sköldlussteklar. Inga underarter finns listade i Catalogue of Life.